# John Woodruff (Politiker)

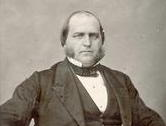
John Woodruff

John Woodruff (* 12. Februar 1826 in West Hartford, Connecticut; † 20. Mai 1868 in New Haven, Connecticut) war ein US-amerikanischer Politiker. Zwischen 1855 und 1857 sowie nochmals von 1859 bis 1861 vertrat er den zweiten Wahlbezirk des Bundesstaats Connecticut im US-Repräsentantenhaus.

## Werdegang
Nach einer nur eingeschränkten Grundschulausbildung kam John Woodruff im Jahr 1835 nach Catskill im Staat New York. Im Jahr 1841 kehrte er nach Connecticut zurück, wo er sich in Bristol niederließ. Dort arbeitete er bis 1845 in einer Uhrenfabrik, ehe er nach New Haven umzog, wo seine politische Laufbahn im Jahr 1848 als Mitglied des Stadtrats begann. In diesem Gremium blieb für mehrere Legislaturperioden.
Politisch schloss er sich der American Party an. Bei den Kongresswahlen des Jahres 1854 wurde Woodruff im zweiten Distrikt von Connecticut in das US-Repräsentantenhaus in Washington, D.C. gewählt. Dort trat er am 4. März 1855 die Nachfolge des Demokraten Colin M. Ingersoll an. Da er bei den folgenden Wahlen im Jahr 1856 gegen Samuel Arnold verlor, konnte er bis zum 3. März 1857 zunächst nur eine Legislaturperiode im Kongress absolvieren. Bei den Wahlen des Jahres 1858 gelang es ihm aber als Kandidat der Republikanischen Partei, deren Mitglied er inzwischen geworden war, seinen alten Sitz im Kongress zurückzugewinnen. Damit konnte er zwischen dem 4. März 1859 und dem 3. März 1861 eine weitere Amtszeit im US-Repräsentantenhaus verbringen, die von den Ereignissen im Vorfeld des Bürgerkrieges bestimmt war.
Nach dem Ende seiner Zeit im Repräsentantenhaus wurde John Woodruff Leiter der Steuerbehörde im zweiten Finanzbezirk von Connecticut. Dieses Amt bekleidete er von 1862 bis zu seinem Tod im Jahr 1868.